# Tonino Viali
Tonino Viali (* 16. September 1960 in Terni) ist ein ehemaliger italienischer Mittelstreckenläufer, der sich auf den 800-Meter-Lauf spezialisiert hat. 1989 und 1992 gewann er jeweils eine Bronzemedaille bei den Hallenwelt- und Halleneuropameisterschaften über 800 Meter.

## Sportliche Laufbahn
Erste internationale Erfahrungen sammelte Tonino Viali vermutlich im Jahr 1985, als er bei den Hallenweltspielen in Paris in 1:50,85 min den sechsten Platz über 800 Meter belegte. 1987 schied er bei den Halleneuropameisterschaften in Liévin mit 1:52,72 min im Vorlauf aus und im Jahr darauf gelangte er bei den Halleneuropameisterschaften in Budapest mit 3:46,96 min auf Rang sechs im 1500-Meter-Lauf. Im September nahm er über 800 Meter an den Olympischen Sommerspielen in Seoul teil und schied dort mit 1:50,85 min im Viertelfinale aus. 1989 belegte er bei den Halleneuropameisterschaften in Den Haag in 3:51,01 min den achten Platz über 1500 Meter, ehe er bei den Hallenweltmeisterschaften in Budapest in 1:46,95 min die Bronzemedaille hinter dem Kenianer Paul Ereng und José Luíz Barbosa aus Brasilien gewann. Im Jahr darauf belegte er bei den Europameisterschaften in Split in 1:46,07 min den sechsten Platz und 1991 gewann er bei den Mittelmeerspielen in Athen in 1:47,86 min die Bronzemedaille hinter dem Algerier Réda Abdenouz und Luis Javier González aus Spanien. Im Jahr darauf gewann er bei den Halleneuropameisterschaften in Genua in 1:47,22 min die Bronzemedaille hinter den Spaniern Luis Javier González und José Arconada und 1994 beendete er seine aktive sportliche Karriere im Alter von 34 Jahren.
In den Jahren 1987 und 1989 sowie 1990 und 1991 wurde Viali italienischer Meister im 800-Meter-Lauf sowie 1994 über 1500 Meter. Zudem wurde er von 1986 bis 1988 und 1992 Hallenmeister über 800 Meter und 1989 über 1500 Meter.

## Persönliche Bestleistungen
- 800 Meter: 1:45,32 min, 18. Juli 1990 in Bologna
  - 800 Meter (Halle): 1:46,47 min, 29. Februar 1992 in Genua
- 1000 Meter: 2:17,30 min, 13. August 1990 in Grosseto
  - 1000 Meter (Halle): 2:20,86 min, 17. März 1991 in Den Haag
- 1500 Meter: 3:37,94 min, 9. Juni 1993 in Rom
  - 1500 Meter (Halle): 3:40,47 min, 18. Februar 1992 in Genua